# Malé Uherce
Malé Uherce es un municipio del distrito de Partizánske en la región de Trenčín, Eslovaquia, con una población estimada a final del año 2024 de 859 habitantes.
Se encuentra ubicado al sur de la región, cerca del río Nitra (cuenca hidrográfica del Danubio) y de la frontera con la región de Nitra.

## Demografía
| Año        | 1994 | 2004    | 2014    | 2024     |
| ---------- | ---- | ------- | ------- | -------- |
| Población  | 698  | 728     | 715     | 859      |
| Diferencia |      | +4,29 % | −1,78 % | +20,13 % |

| Año        | 2023 | 2024    |
| ---------- | ---- | ------- |
| Población  | 853  | 859     |
| Diferencia |      | +0,70 % |